# 197 a. C.
El año 197 a. C. fue un año del calendario romano prejuliano. En el Imperio romano, fue conocido como el año 557 Ab Urbe condita.

## Acontecimientos

### Hispania
- Hispania se convierte en provincia romana, siendo el tercer territorio en serlo después de Cerdeña y Sicilia. Creación de dos nuevos pretores para el gobierno de las provincias de Hispania: Citerior y la Ulterior, quedando así formalmente reconocidas jurídicamente. Los primeros son Cayo Sempronio Tuditano (Citerior) y Marco Helvio Blasio (Ulterior). Los dos territorios se rebelan.

### Grecia
- El gobernante espartano, Nabis, adquiere la importante ciudad de Argos de Filipo V de Macedonia, como premio a su alianza con los macedonios. Nabis entonces deserta del bando romano con la esperanza de ser capaz de conservar su conquista.
- La Batalla de Cinoscéfalos en Tesalia da a un ejército romano bajo el procónsul Tito Quincio Flaminino una victoria decisiva sobre Filipo V de Macedonia. En el Tratado de Tempe, los términos de la paz propuesta por el general romano y adoptado por el Senado Romano especifica que Filipo V puede conservar su trono y el control de Macedonia, pero él tiene que abandonar todas las ciudades griegas que había conquistado. Filipo también tuvo que proporcionar a los romanos mil talentos como indemnización, rinde la mayor parte de su flota y proporciona rehenes, incluyendo su hijo más joven, Demetrio, quien iba a ser retenido en Roma. Los etolios proponen que Filipo V sea expulsado de su trono pero Flaminino se opone a esto.

### Egipto
- Coronación en Egipto de Ptolomeo V de la Dinastía Ptolemaica. Ptolomeo V combate a los rebeldes del Delta del Nilo, mostrando gran crueldad hacia aquellos de sus líderes que capitularon.
- Inscripción de la piedra de Rosetta.

## Fallecimientos
- Muere C. Sempronio Tuditano, pretor de la Hispania Citerior, como consecuencia de una herida que recibió en combate contra los indígenas rebeldes.